# Windows 2000
A Microsoft Windows 2000 ("NT 5.0") az ötödik kiadása a Microsoft Corporation által létrehozott Windows NT termékcsaládnak. A terméket a Microsoft elsősorban a vállalati szegmensnek szánta, a két verziót Windows 2000 (asztali) és a Windows 2000 Server (kiszolgáló) 2000 február 17-én mutatta be a nagyközönségnek.
Az ötödik Windows NT kiadással a Microsoft szakított azzal a hagyománnyal, hogy a termék neve tartalmazza az NT rövidítést. Az új verzió a sikeres előd Windows NT 4.0 leváltására készült, és a Microsoft be is vetett 2000 programozót a siker érdekében. A széles processzor architektúra támogatás a fejlesztés áldozatává vált annak ellenére, hogy a Windows 2000 RC1 korai változata még telepíthető volt Alpha környezetre, azonban a végső verzióban már csak az x86 volt támogatott.
A Microsoft Windows 2000 operációs rendszerére használatos még a Win2K vagy W2K elnevezés.

## Történet
Az első béta változat 1997. szeptember 27-én került kiadásra, még Windows NT 5.0 néven. A fejlesztés még minden NT 4.0 által támogatott platformra megindult, és a második béta verzió 1998. augusztus 20. kiadásáig a főbb fejlesztési irányok is tisztázódtak. A Microsoft 1998. október 27-én bejelentette, hogy a következő NT verzió nem fogja tovább vinni a termék nevében az NT rövidítést. Az új termék végleges neve Windows 2000 lesz, utalva a várható megjelenés évére. A további kiadások már Windows 2000 béta 3 RC (Release Candidate) névvel jelentek meg, az első 1998. december 16-án, majd a Windows 2000 béta 3 RC1 1999. március 17-én, és végül a Windows 2000 béta 3 1999. április 19-én. A kiadás előtti Windows 2000 RC1 1999. július december 16-án megjelent verziót már a Microsoft partnerek széles körben tesztelhették és a kinézetben és főbb funkciókban már megegyezett a végleges kiadással. Ezt még két kiadás előtti verzió és sok-sok javítás követe Windows 2000 RC2 1999. szeptember 15. és Windows 2000 RC3 1999. november 11. A végleges kiadás előtti verzióra Windows 2000 RTM 1999. december 15-én került sor, hogy azután 2000. január 24-én végre a Microsoft partnerek megvásárolhassák a régen várt verziót. A ténylegesen bárki által megvásárolhatóvá azonban csak 2000. február 17-én került, a jeles napot beárnyékolta egy a megjelenés előtt mindössze három nappal kiszivárgott Microsoft emlékeztető, miszerint a biztonság új szabványaként hirdetett rendszernek 63 ezer hibáját ismerik.

## Leírás
A Windows 2000 a következőkben változott az előd Windows NT 4.0 verzióhoz képest.
- Új felület és menürendszer. A ritkán használt parancsikonok eltűnnek.
- Megjelent a Safe Mode és a Command Line Options hibaelhárítási funkció.
- Megjelent az NTFS 3.0 fájlrendszer.
- Natív módon támogatott FAT32 fájlrendszer.
- Megjelent a töredezettségmentesítő eszköz.
- Megjelent a Plug and Play.
- Bevezetésre került a Driver Model WDM (Windows Driver Model).
- Megjelent a kibővített ACPI támogatás (Szoftver-vezérelt energiatakarékos rendszerek támogatása)
- Megjelent az energiatakarékos "alvó" üzemmód.
- Bevezetésre került a DVD, Firewire (IEEE 1394) és USB támogatás. (Windows 2000 SP4 után USB 2.0 verzió is)
- Intel HT (Hyper-threading) processzorok támogatása.
- Előtelepített Internet Explorer 5.0
- Előtelepített Outlook Express 5.0
- Megjelent az UDF (Universal Disk Format)
- Megjelent az EFS (Encrypting File System) (NTFS 3.0 egyik új funkciójaként)

## Futtató környezet
A munkaállomás (kliens) támogatja az Intel x86 architektúrát. A rendszer felépítése mikro-kernel alapú ami támogatja a maximum 2 processzort, a maximum 4 GB fizikai és a 4 GB virtuális memóriát. Futtathatóvá teszi a 16 bites (védett memória-címtartományban futó) és 32 bites alkalmazásokat.
|                                    | Minimális rendszer követelmény | Ajánlott rendszer követelmény |
|                                    | Intel x86                      | Intel x86                     |
| ---------------------------------- | ------------------------------ | ----------------------------- |
| Processzor                         | Intel Pentium 133 MHz          | x86 700 MHz                   |
| Memória                            | 32 MB                          | 256 MB                        |
| Videókártya                        | VGA                            | SVGA                          |
| Szabad lemezterület a merevlemezen | 650 MB                         | 2 GB                          |
| CD-ROM                             | IDE, SCSI                      | IDE, SCSI (DVD-ROM)           |

## Javítócsomagok
| Javítócsomag             | Kiadás dátuma    |
| ------------------------ | ---------------- |
| Alap Windows 2000 kiadás | 2000. február.   |
| Service Pack 1 (SP1)     | 2000. augusztus. |
| Service Pack 2 (SP2)     | 2001. május.     |
| Service Pack 3 (SP3)     | 2002. augusztus. |
| Service Pack 4 (SP4)     | 2003. június.    |